# Bistum Valença
Das Bistum Valença (lateinisch Dioecesis Valentina in Brasilia, portugiesisch Diocese de Valença) ist eine in Brasilien gelegene römisch-katholische Diözese mit Sitz in Valença im Bundesstaat Rio de Janeiro.

## Geschichte
Das Bistum wurde am 27. März 1925 durch Papst Pius XI. aus Gebietsabtretungen des Bistums Barra do Piraí errichtet und dem Erzbistum São Sebastião do Rio de Janeiro als Suffraganbistum unterstellt. Am 26. März 1960 gab das Bistum Valença Teile seines Territoriums zur Gründung des Bistums Nova Iguaçu ab.

## Bischöfe von Valença
- André Arcoverde de Albuquerque Cavalcanti, 1925–1936, dann Bischof von Taubaté
- René de Pontes, 1938–1940
- Rodolfo das Mercês de Oliveira Pena, 1942–1960
- José Costa Campos, 1960–1979, dann Bischof von Divinópolis
- Amaury Castanho, 1979–1989, dann Koadjutorbischof von Jundiaí
- Elias James Manning OFMConv, 1990–2014
- Nelson Francelino Ferreira, seit 2014